# Kuraishia molischiana
Kuraishia molischiana är en svampart som beskrevs av Dlauchy, G. Péter, Tornai-Leh. & Kurtzman 2005. Kuraishia molischiana ingår i släktet Kuraishia och familjen Saccharomycetaceae.   Inga underarter finns listade i Catalogue of Life.